# Sinusoïdeprojectie
De sinusoïdeprojectie (Sanson-Flamsteed) is een pseudo-cilindrische kaartprojectie. Hoewel gebaseerd op de equidistante cilinderprojectie zijn de meridianen hier geen rechten.
De constructie van de kaart gecentreerd op de nulmeridiaan is erg eenvoudig:
{\displaystyle x=\lambda \cos \beta }
{\displaystyle y=\beta }
waarin {\displaystyle \lambda } de lengtegraad is en {\displaystyle \beta } de breedtegraad.